# 阿什莉·安库迪诺夫
阿什莉·安库迪诺夫（英語：Ashlee Ankudinoff，1990年8月20日—），生于悉尼，是一名澳大利亚女子自行车运动员，主攻场地自行车。安库迪诺夫十五岁时开始练习自行车。她原本主要练习铁人三项，也曾接触过曲棍球，后来，她开始将主要精力集中在自行车项目上。